# Bradina motitalis
Bradina motitalis is een vlinder uit de familie van de grasmotten (Crambidae), uit de onderfamilie van de Spilomelinae. De wetenschappelijke naam van deze soort is voor het eerst voorgesteld door Johan Christian Fabricius in een publicatie uit 1787.
De soort komt voor in Indonesië.